# أصول الهوتو، والتوتسي، والتوا
تعتبر أصول شعوب الهوتو والتوتسي قضية جدلية رئيسية في تاريخ رواندا وبوروندي، وكذلك منطقة البحيرات الكبرى في إفريقيا. وهكذا فإن العلاقة بين الشعبين الحديثين مستمدة من نواح كثيرة من الأصول المتصورة والادعاء بـ «الرواندية». كانت أكبر النزاعات المتعلقة بهذه المسألة هي الإبادة الجماعية في رواندا، والإبادة الجماعية في بوروندي، وحرب الكونغو الأولى والثانية.

## الدراسات الجينية
لقد ألغت الدراسات الحديثة التأكيد على المظهر الجسدي، مثل الطول وعرض الأنف، لصالح فحص عوامل الدم، ووجود سمة الخلية المنجلية، وعدم تحمل اللاكتوز عند البالغين، وتعبيرات النمط الجيني الأخرى. إكسكوفير وآخرون. (1987) وجد أن التوتسي والهيما، على الرغم من كونهم محاطين بسكان البانتو، «أقرب وراثيًا إلى الكوشيين والإثيوزيميت».